# Domitia Longina

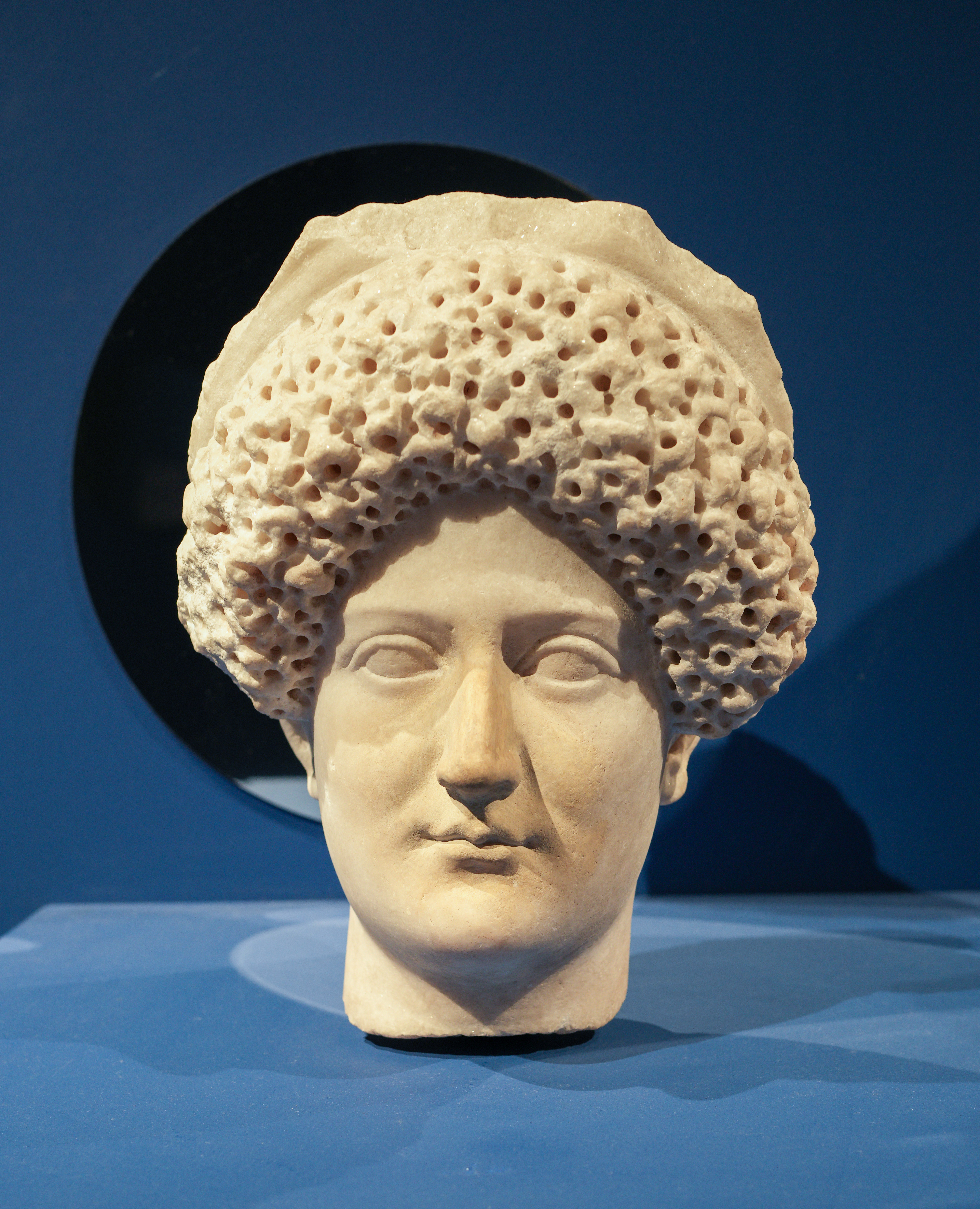
Domitia Longina

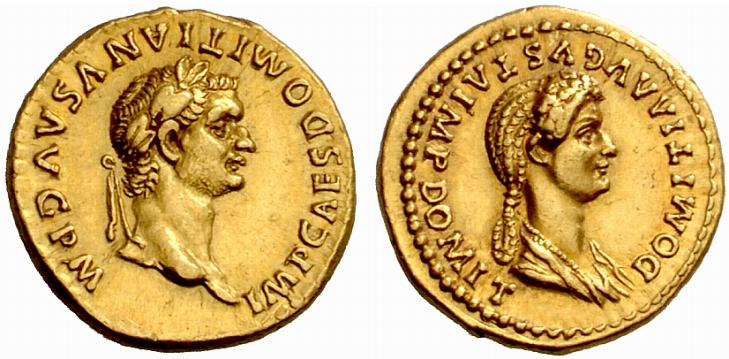
Ein Aureus Domitians, auf der Rückseite Domitia

Domitia Longina (* vor 55; † zwischen 126 und 140) war eine römische Matrona und Ehefrau des Kaisers Domitian.

## Leben
Domitia Longina war die Tochter des Generals Gnaeus Domitius Corbulo, der im Jahr 67 von Nero in den Selbstmord getrieben wurde, und seiner Ehefrau Cassia Longina. Ihre Großmutter mütterlicherseits Iunia Lepida war eine Ururenkelin Kaiser Augustus und ihre Tante väterlicherseits Milonia Caesonia die vierte Gemahlin Kaiser Caligulas. Spätestens im Jahr 69 wurde sie mit Lucius Aelius Plautius Lamia Aelianus verheiratet, erregte jedoch die Aufmerksamkeit von Domitian, dem Sohn des Kaisers Vespasian. Kurze Zeit später wurde sie ihrem Ehemann weggenommen und im Jahr 70 mit dem zukünftigen Kaiser verheiratet. Sie bekamen im Jahr 73 (nach anderen Angaben 71) einen Sohn und drei Jahre später eine Tochter, die aber beide jung starben. Der nach seinem Tod zum Divus erhobene Sohn wurde auf einem Globus sitzend auf der Rückseite eines Denarius abgebildet, der auf seiner Vorderseite das Porträt der Domitia trägt.
Im Jahr 81 wurde Domitia der Titel einer Augusta verliehen. Domitian liebte seine Frau und nahm sie auf all seinen Reisen mit, wurde aber dennoch häufig in Begleitung anderer Frauen gesehen und hatte eine enorme Zahl von Geliebten. Gleichzeitig tolerierte er keineswegs eine ähnliche Freizügigkeit bei seiner Frau. Es gab Gerüchte, sie habe ihren Ehemann mit dessen Bruder Titus betrogen. Im Jahr 83 wurde Domitia Longinas Affäre mit dem Schauspieler Paris aufgedeckt. Paris wurde hingerichtet und Domitia erhielt den Scheidungsbrief. Sie wurde verbannt, blieb aber dennoch in der Nähe Domitians und der römischen Politik. Im Jahr 96 hatte sie entscheidenden Anteil am Erfolg des Mordkomplotts gegen den unpopulären Kaiser. Domitia Longinas Name ist noch bis zum Jahr 126 auf Ziegeln belegt. Sie starb vor dem Jahr 140, in dem ihr Freigelassene einen Tempel in Gabii errichteten. 
Ihr Bildnis erscheint selten auf Münzen aus der Zeit von Domitians Regierung.